# Whitewater (Guyana)
Pour les articles homonymes, voir Whitewater.
Whitewater est un village du Guyana de la région de Barima-Waini.

## Histoire
La communauté a été créée dans les années 1970 par un groupe de familles d'agriculteurs de la tribu Warrau, qui vivaient à la frontière entre le Guyana et le Venezuela.

## Démographie
Whitewater comportait environ 1 200 habitants en 2016.

## Lieux et monuments
Un monument commémoratif honorant la vie de Janet et Cheddi Jagan est érigé à Whitewater, dans la région de Barima-Waini. Son inauguration le 22 mars 2021 — soit la veille de l'anniversaire de naissance du Dr Jagan —, se fait en présence de plusieurs officiels du Guyana.